# Paleis Bánffy

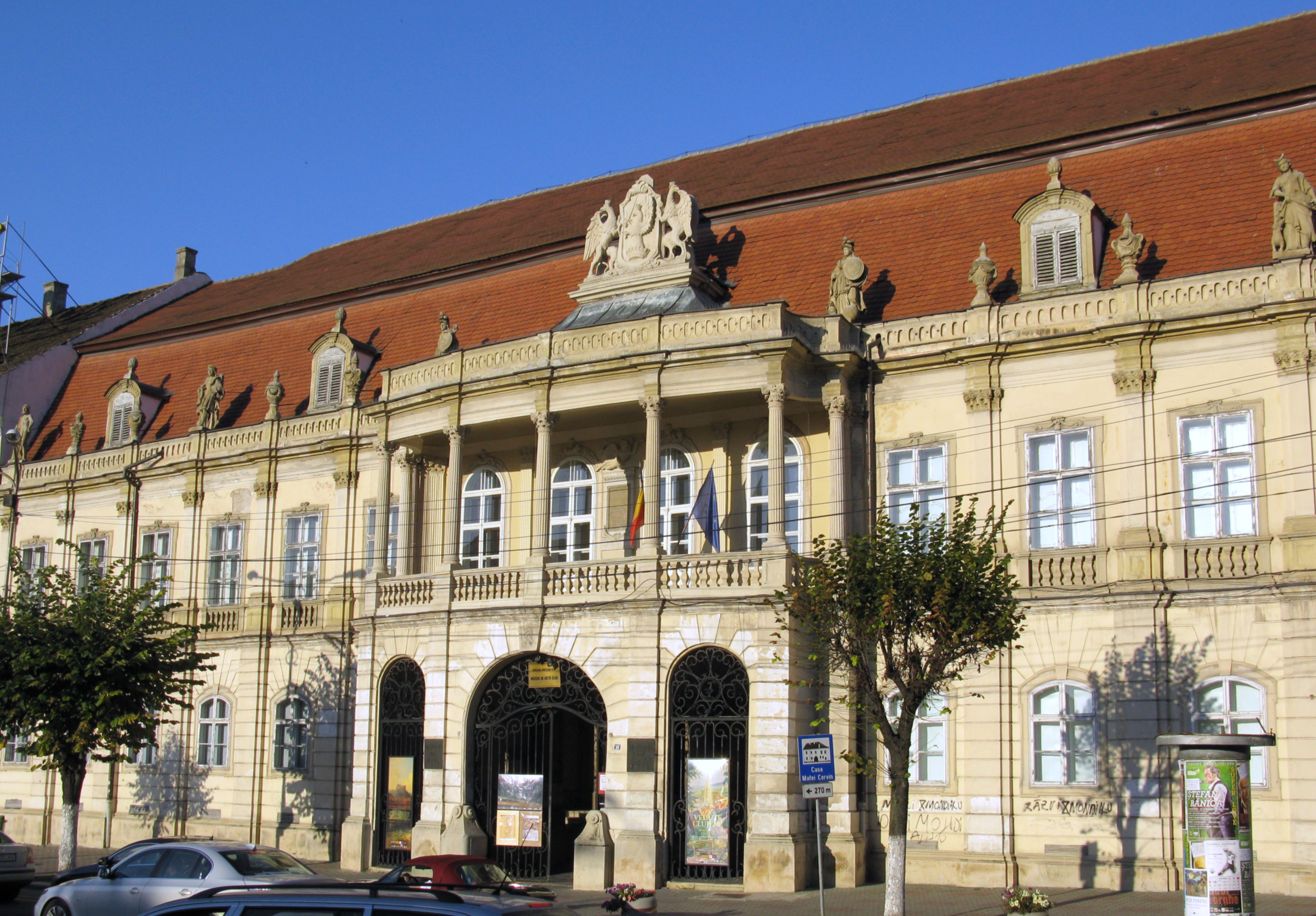
De voorgevel van Paleis Bánffy

Paleis Bánffy (Roemeens: Palatul Bánffy, Hongaars: Bánffy-palota) is een barok gebouw in de Roemeense stad Cluj-Napoca, in de 18e eeuw ontworpen door de Duitse architect Johann Eberhard Blaumann voor de adellijke familie Bánffy de Losonc. Het werd gebouwd van 1774 tot 1785 en geldt als een van de meest representatieve voorbeelden van barokarchitectuur in Zevenburgen. De kostprijs bedroeg 40.000 Oostenrijks-Hongaarse gulden. De eerste eigenaar was de Hongaarse graaf György Bánffy (1746–1822), de latere gouverneur van Zevenburgen.
Het gebouw bevindt zich op de Piața Unirii (Hongaars: Főtér), het grootste plein van de stad.

## Geschiedenis
Keizer Frans II en zijn echtgenote Caroline Augusta van Beieren waren te gast op het paleis tijdens hun bezoek in augustus 1817 aan Kolozsvár, de Hongaarse naam van het huidige Cluj-Napoca, dat toen in het koninkrijk Hongarije lag. Dit was de eerste keer dat een heerser uit de Habsburg-dynastie een bezoek bracht aan de stad. Ook keizer Frans Jozef I werd op Paleis Bánffy ontvangen bij zijn bezoeken in augustus 1852 en september 1887.
In februari 1951 besloot het stadsbestuur van het toen al Roemeense Cluj-Napoca om het gebouw leeg te maken en er een kunstmuseum in onder te brengen. De werken waren afgerond in de zomer van 1954, maar het museum opende de deuren pas op 30 december 1965. De bioscoop op de binnenplaats van het paleis werd afgebroken in 1974.

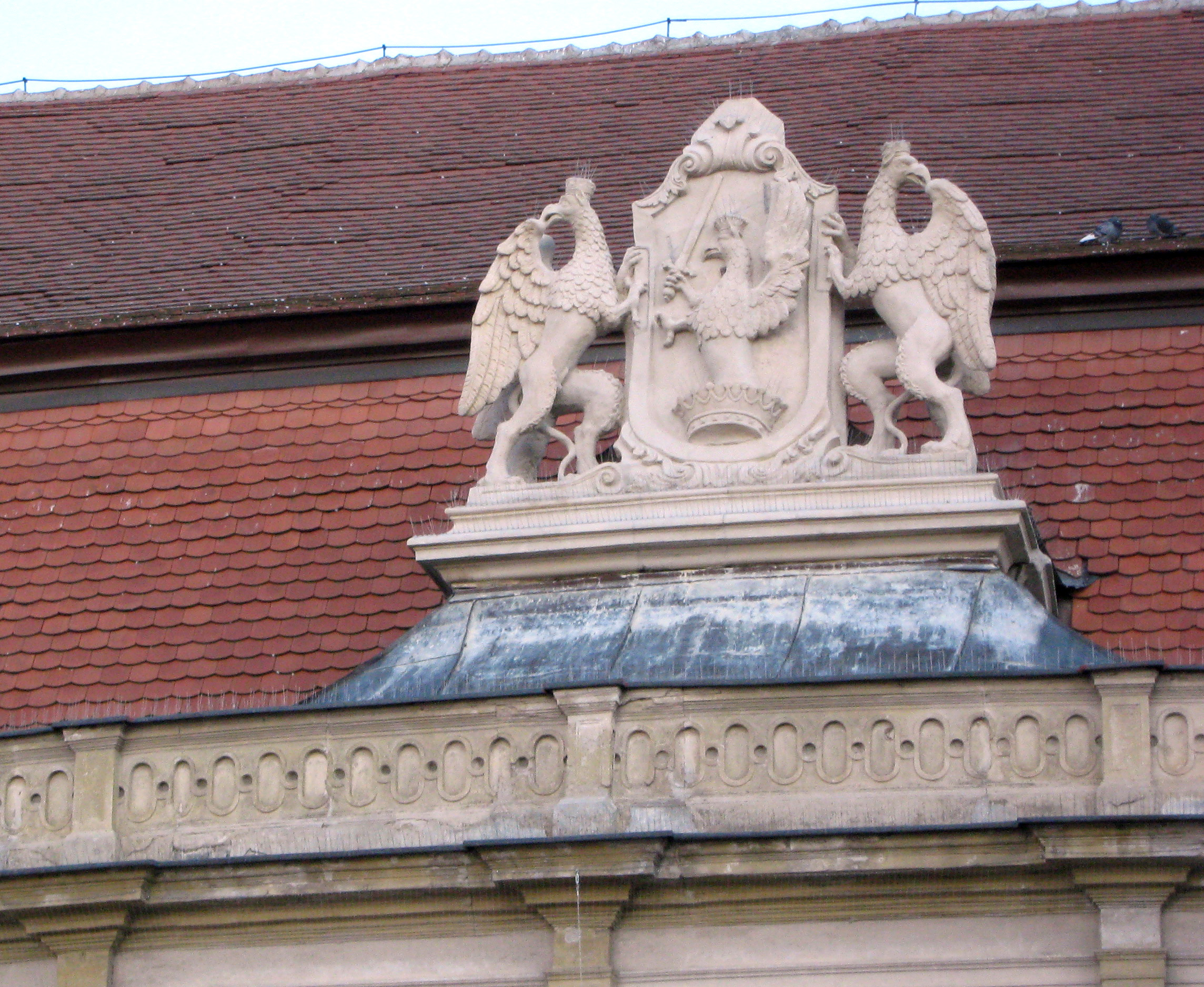
Wapenschild van de familie Bánffy de Losonc met griffioenen en kronen

## Architectuur
Het gebouw werd opgetrokken in barokstijl. Het grondoppervlak van het paleis meet 66 × 48 m, de binnenplaats 26 × 26 m. De zijvleugels bestaan uit elk één rij van vertrekken, terwijl de voor- en achtervleugel elk twee rijen kamers bevatten. De binnenplaats is op de eerste verdieping omringd door een portico. De voorgevel is versierd met standbeelden van Mars, Minerva, Apollo, Diana, Hercules en Perseus, alsook het wapenschild van de familie Bánffy de Losonc, met griffioen en kronen. In het middenrisaliet bevindt zich een poort, met daarboven een loggia met zeven zuilen.